# Доможирка
Доможирка — деревня в Гдовском районе Псковской области России. Находится на восточном берегу Чудского озера в 30-ти км к северу от Гдова. Относится к сельскому поселению Добручинская волость. Входит в пограничную зону Гдовского района.
В Доможирке находится действующая церковь, построенная в XVI веке по указу Ивана Грозного и являющаяся памятником истории и культуры федерального (общероссийского) значения.

## История
Упоминается в Никоновской летописи в связи с указом Иоанна Васильевича Грозного о строительстве храма в честь взятия в Ливонскую войну г. Нарвы и г. Сыренск (ныне Васкнарва; находится в 12 км к северу).
В Смутное время Доможирка занята шведскими войсками под руководством Якова Понтуссона Делагарди. Возвращена Московскому государству в 1622 году.
Поводом для строительства храма Святой Троицы в с. Доможирка на берегу Чудского озера послужили успешные действия русских войск в начале Ливонской войны. Если внимательно просматривать русские летописи, например, Львовскую, Никоновскую, 3-ю Псковскую и другие, то мы увидим, что события разворачивались следующим образом.
В ноябре-декабре 1557 года русские войска под предводительством касимовского царевича Шах Али (Шигалея) из Пскова двинулись в сторону Новогородка, Ялыста, Курслова и Юрьева. Война шла, согласно Львовской летописи подле Литовского рубежа «…вдоль на полтораста, а поперег на сто верст».
Вся эта орда, состоящая в значительной своей части из инородцев, практически не брала штурмом укрепленные замки и города. Татары жгли посады городов, незащищенные мызы, грабили, «…людей многих побили и полону бесчисленное множество поимали».
Магистр Ливонского ордена написал даже обращение к Иоанну Грозному с просьбой унять басурман, так как все-таки они оба являются христианскими государями и заметил, что так войны не ведутся. Басурмане (есть гипотеза о том, что это слово происходит от тюркского слова busurman/busurmen, которое в конечном итоге, восходит к арабской лексеме, означающей «мусульманин».) это в данном случае казанские и астраханские татары, которые, после покорения казанского и астраханского царств, присягнули на верность новому государю.
Помимо царевича Шигалея в большом полку войск, которые двинулись на Ливонию находились бояре и воеводы князь Михаил Васильевич Глинский, Данило Романович Захарьин, и черкасский князь Сибок. Так вот грабить и убивать люди воеводы Михаила Глинского, как говорит 1-я Псковская летопись, начали ещё дорогою на Ливонию. Вот, что мы в ней об этом читаем: «…князь Михайло с людьми своими, едучи дорогою, сильно грабил своих, и на рубеже люди его деревни псковские земли грабили, и живот секли, да и дворы жгли христианские, и царь и великий князь на него опалился и велел обыскати, кого грабили дорогою, и на нём иным доправити те грабежи».
В передовом полку, согласно летописям командовали: брат Шигалея царевич Тохтамыш, который пришёл служить к Ивану Грозному непосредственно перед войной от ногаев, а из бояр и воевод Иван Васильевич Шереметьев Большой, Алексей Данилович Басманов и черкасские государи князья Маашук и Иван Езбозлуков, которые поступили на службу к русскому государю сразу после взятия Казани и возвращения Ивана Грозного из казанского похода в Москву. В передовом же полку находился Данило Адашев, «…, а с ним казанские люди из Казани и из Свияги и из Чебоксари и черемиса и новокрещены…».
В полку правой руки находились сын астраханского царя Акху Бека царевич Кайбула, а из воевод боярин князь Василий Семёнович Серебряный, окольничий Иван Васильевич Шереметьев Меньшой, князь Юрий Репнин, «…а с ним Городецкие люди, … и князи и мырзы» (речь идет о городецких татарах).
В полку левой руки командовали воевода князь Пётр Семёнович Серебряный и Михайло Петров сын Головин.
А в сторожевом полку в Ливонию направились воеводы: князь Андрей Михайлович Курбский и Пётр Петрович Головин. Под их началом состояли практически все способные носить оружие люди из Пскова и Новгорода. Много здесь было мобилизованных и из московских городов.
Вот что рассказывает об этом походе Строевский список 3-й Псковской летописи: «А воевали месяца генваря почен от Нового городка Немецкую землю и за Юрьев и за Раковор и до Ругодива, а иное торонщики (сторонщики) воевали по всему рубежу охочие, и полоноу много вывели; а сами божиею милостию все здравы вышли, а сила вышла из земли мимо Сыренец на Козлов берег. А зима была тогда гола без снегоу с Рожества Христова, и ход конем ноужно грудовато; а ходили пол 4 недели».
Из этого сообщения понятно, что вся операция по наказанию ливонцев длилась четыре с половиной недели. В ноябре-декабре 1557 года началось сосредоточение русских войск в районе Пскова. В Никоновской летописи есть уточнение, что именно в ноябре «… царь и великий князь отпустил ратию на маистра Ливонского и на всю землю Ливонскую…». А в начале января они пересекли границу и вступили на ливонскую территорию. Успеху предприятия способствовало то, что, как мы уже читали выше, выпало мало снега и конница могла быстро и без особых помех передвигаться по зимним дорогам.
Из той же Никоновской летописи, сообщение которой, впрочем дублирует и Львовская летопись, мы также узнаем о деталях похода. Обе летописи говорят о том, что в конце масленицы в день заговения на Великий пост от царя Шигалея прибыли посланники: «…Уразлый — князь Канбарова, Менгит да Семен — мурза Кият, а от бояр и воевод ото князя Михаила Васильевича Глинского с товарищи князь Василий Иванович Борбошин да голова стрелецкой Тимофей Иванов сын Тетерина…».
Подобный отъезд такого количества офицеров с театра военных действий означал лишь то, что войска уже выполнили поставленную перед ними задачу, встали на отдых в безопасном месте и не ожидали ответных действий противника из-за явной деморализации его сил.
Посланники доложили, что после выхода из Пскова впереди основных сил были пущены части под командованием воеводы князя Василия Ивановича Борбошина, князя Юрия Петровича Репнина и Даниила Фёдоровича Адашева. С ними вперед пошли татары князя Канбарова, мурзы Епара Ибачева и мурзы Кекия Салнаглычюва. С ними были и пятигорские черкесы. За девять первых дней люди князя Василия Барбашина Юрия Репнина и Даниила Адашева дошли до Новогородка, Ялыста, Курслова и Бабья городка, посады их пожгли, а жителей либо побили, либо взяли в плен. Затем, уже в районе Юрьева, авангард встретился с основными силами русских сил. Здесь, под Юрьевом, ливонцы, пытаясь оказать хоть какое-нибудь сопротивление, вышли в количестве пятисот человек навстречу русским, но были разбиты наголову.
После трёхдневного стояния под Юрьевым войска пошли далее к Ракобору, где опять же встретились с немцами у Муки городка и опять же разбили их, сожгли посад города и повернули к морю по рижской и колыванской дорогам. До Риги не дошли пятьдесят верст, а до Колывани тридцать. Отдельные экспедиции были посланы к городу Конгуду под предводительством Романа Плещеева и Шафра Чеглыкова, и к городу Лаюсу под предводительством стрелецких голов Тимофея Тетерина и Григория Кофтырева. Посады этих городов были также сожжены, и здесь опять же русские «…побили многих людей, убили больши трех тысяч, и поимали множество полону и жеребцов и всякия рухляди».
Посылались экспедиции и под городки Аскилус и Поркел, где также были сожжены посады.
И здесь Львовская летопись, как, впрочем, и Никоновская, делают уточнение, что когда «…пришли царь и царевичи и воеводы к морю и оттоле поворотили к Ругодиву и пришли на рубеж х Чуцскому озеру на Козлок брод, выше города Ругодива, потому что из Ываня города Шастунов князь Дмитрей все те места повоевали и повыжег».
Что же это за «Козлок брод»? Здесь необходимо знание местной топонимики. Следует также напомнить и о сообщении 3-й Псковской летописи, которое уже прозвучало, что «…сила вышла из земли мимо Сыренец на Козлов берег». Анализируя все эти сообщения летописей и, сопоставляя их друг с другом, нам становиться понятным, что в конце января — начале февраля 1558 года русские войска оказались практически в самой северной точке западного побережья Чудского озера и по льду его перешли мимо ливонского укрепленного замка Сыренец (Нейшлос) на наш восточный берег. Он-то до сих пор в простонародье именуется Козлов берег. Здесь войска в достаточном удалении от ливонского Сыренска-Нейшлоса остановились на отдых. Ввиду замка они этого сделать не могли, так как вблизи его подвергались опасности вылазок со стороны неприятеля. А дальше, уже выше замка, по течению реки Наровы в сторону Ругодива (нынешней Нарвы) не пошли, так как по сообщению летописи из Ивангорода князь Дмитрий Шастунов, как мы уже видели, и так все эти земли уже повыжег.
Итак, наши войска до начала Великого поста перешли границу и остановились на отдых. Здесь нам важно отметить, что в летописях не называется населённый пункт, где находилась стоянка русского войска. Из чего мы это заключаем? В одних летописях говорится о том, что войска мимо Сыренска пришли на Козлов берег, а в других, как, например, в той же Никоновской летописи мы читаем, что они «пришли на рубеж х Чудскому озеру на Козлов брод, выше Ругодива-города». Или как его называет Львовская летопись — «Козлок брод». Это не разночтения у летописцев, и не ошибка одного из них. На самом деле автор Никоновской летописи просто более точен в указании места расположения военного лагеря.
Как мы уже говорили выше, название «Козлов берег» — это не название населенного пункта, хотя ныне в данной местности есть деревня с таким именем. Но, если бы речь шла о населённом пункте, тогда почему одни летописи говорят о «Козловом береге», а другие называют это место Козлов или Козлок брод? Этому есть достаточно убедительное объяснение. «Козлов берег» — как мы уже говорили, местное название полосы восточного берега на самом севере Чудского озера, которая протянулась от истока реки Наровы в сторону Гдова от д. Скамья до нынешней д. Доможирка. Но в переписных книгах псковских земель до второй половины XVI века о существовании д. Доможирка сведений мы не находим. Последняя перепись всех псковских землевладений, урочищ и мест перед войной проходила непосредственно перед началом боевых действий в Ливонии в 1557 году вероятнее всего для того, чтобы максимально провести мобилизацию земских войск. Важно то, что сведения о селе Доможирка появляются только лишь со второй половины XVI века. В переписной книге № 827 за 1585-87 гг., что хранится ныне в РГАДА мы находим на листе 76 об. указание о существовании в Каменской губе Гдовского уезда Винниковой Доможирки. В этой же переписной книге на листе. 77 об. упоминается «Мосейково сиденье Доможирка», а на листе 82 «Мануйлова Доможирка». И все эти три Доможирки: Винникова, Моисейково сидение, Мануйлова Доможирка, — согласно переписи принадлежали ранее Ждану Вешнякову. Например, Винникова Доможирка и Мануйлова Доможирка именуется «Жданова поместья Вешнякова» пустошами. В этой же переписной книге есть запись о поместье Павла Заболоцкого селе Воскресенском, отстоявшего от Доможирки примерно в 6 километрах, где была расположена древняя деревянная церковь Воскресения Христова.
Есть здесь упоминание и о Захарьиной пустоши, о землевладениях князя Глинского. Все эти имена воевод, князей, стрелецких голов Плещеева, Глинского, Захарьина, Павла Заболоцкого и Ждана Вешнякова связаны в летописях с описанием действий русских войск в Прибалтике, которые они возглавляли. В то время дворяне в качестве награды за свою службу получали поместья. Располагались эти поместья либо на границе, либо выделялись за счет земель, которые были захвачены на вражеской территории. Все это способствовало тому, что, что испомещенные (то есть получившие поместья) в Прибалтике служилые люди в любое время были готовы выступить на войну, вместе со своими холопами «всести на коня».
Сообщения эти для нас очень важны, так как объясняют, что д. Доможирка возникла как поселение после строительства здесь на месте стоянки русского войска, совершившего рейд по Ливонии, храма Святой Троицы. Дополняются они и записями писцовой книги № 355 1585—1587 гг. письма Григория Ивановича Мещанинова-Морозова и Ивана Васильевича Дровнина, где мы читаем: «За Иваном за Яковлевым сыном Рудакова село Доможирка у Чютцкого озера на берегу, да 3 деревни, да пустошь, а сошного писма в живущем пол-пол-пол-чети сохи, а в пусте пол-пол-чети и пол-пол-пол-чети сохи…За Жданом да за Михаилом за Ивановыми детми Егнутьева да за Дмитрием Ивановичем же сыном Егнутьева пус. Мосейково сиденье Доможирка, всего 2 пустоши, в пусте сошного писма пол-пол-пол-трети сохи и 2 чети без полуосмины перелогу».
Здесь следует разъяснить, что все эти три «доможирки» были всего лишь частями одной местности, одного поселения, которые разбросаны в радиусе 2-3 километров. Ведь сорокатысячное русское войско царя Шигалея не могло расположиться на каком-то небольшом пространстве.
В 1784 году в Доможирке осуществлялось межевание земель. Так, на геометрическом специальном плане Гдовского уезда Каменской губы пустоши Моисейкова сидения Доможирка «…общего владения Авдотьи Ильинишны Плещеевой, секунд — майора Николая Семенова сына Плещеева», который и ныне храниться в ЦГИА в Санкт-Петербурге мы читаем, что одна из частей Доможирки, например, обрела название д. Богдановщина, которая существует в километре от храма до сих пор, а само Моисейково сидение, не имеющее на тот момент строений, и справедливо названное пустошью, расположено согласно плану к югу от писцовых церковных земель «…Троицкой церкви погоста доможирского владения священно-церковнослужителей».
Данное межевание было осуществлено 23 мая. А 5 июня 1784 года был составлен план земель князя Михаила Афанасьевича сына Елецкого, который также храниться ныне в ЦГИА. Так, на этом плане указано, что землевладения князя на северо-западе от храма граничат с землями «…пустоши мануйловой Доможирки», которые принадлежали на тот момент капитанше Анне Евдокимовой дочери Фаминциной.
Интересна и сама надпись на плане землевладений князя Елецкого, владения которого с севера, востока и частично с юга обнимают земли священно-церковнослужителей Троицкого храма. Под гербом Российской империи мы читаем: «Геометрический специальный план Гдовского уезда Каменной губы сельца Доможирий со пустошами мануиловой, …вениковой, моисейковой, которые во владении состоят прапорщика князь Михайлы сына Елецкого межевания учиненного в 1784 году июня 5 дня гдовским землемером, прапорщиком…». Здесь все три доможирки собраны воедино. Мануйлова и Моисейкова Доможирки стали пустошами, а Винникова Доможирка, то есть центральная часть тех территорий, которые носили название доможирок, впоследствии превратилась в само село Доможирка, а часть его, отнесённая на юго-восток приобрела название д. Богдановщина.
Разберемся теперь с «бродом» и «берегом». Если проделать путь от нынешней деревни Доможирка до истока реки Наровы, то есть до д. Скамья, то мы не встретим на своем пути ни одной водной преграды кроме речушки Поповки, которая впадает в Чудское озеро всего в полукилометре от ныне существующего Троицкого храма. Зимой в оттепель, весной и осенью этот ручей многоводен. Летом он пересыхает. Здесь то возможно и находился единственный брод Козлова берега, который приходится преодолевать идущим на север к истоку Наровы, к Скамье, к Сыренску (Нейшлосу). Его-то автор летописи и называет «Козловым бродом».
«Козлов берег» имеет протяженность порядка 5 верст или 9 километров. А «Козлов брод» — это географически точное название стоянки русского войска у брода через реку Поповку. Более привязаться летописцу для указания места лагеря, и скорее всего авторам донесений, которые слались из него к царю о ходе боевых действий, и из которых черпались для создания летописи сведения, было не к чему. Кроме того, само название ручья — Поповка, которое утвердилось в простонародье скорее всего позже, тоже говорит нам о многом. Это ручей, у которого живут попы. Причем фундамент дома священника, сложенный из мощных гранитных валунов, который существует до сих пор, расположен к броду ещё ближе, чем церковь — метрах в трехстах. Все остальное пространство от фундамента до ручья фактически занято старинным сельским кладбищем, остатки каменной ограды которого из тех же диких гранитных валунов мы можем видеть и сегодня.
Предельно точен автор Никоновской летописи и в указании места перехода русского войска с эстонского берега на русский, восточный берег. Ведь мимо Сыренска можно переправиться и севернее замка, перейдя реку Нарову. Но летописец говорит о том, что когда «…пришли царь и царевичи и воеводы к морю и оттоле поворотилися к Ругодиву и пришли на рубеж х Чудскому озеру». Если смотреть на карту, то мы видим, что западный берег Чудского озера естественно близко подходит к восточному там, где из озера вытекает единственная река Нарва, которая несёт свои воды мимо Сыренска (Нейшлоса), а затем мимо Ивангорода и Ругодива-Нарвы в Балтийское море. Именно здесь, где имеется это природное узкое место на озере татары и перешли на нашу сторону и остановились у брода через реку Поповку отойдя от Сыренска на пять верст, тем самый обезопасив себя от возможных вылазок Сыренского гарнизона.
Итак, войска встали на отдых. В Патриаршей Никоновской летописи мы читаем: «И как вышедши царь и царевичи, и бояре, и воеводы послали к магистру грамоту, а писали к нему, что за их неисправление и за крестное преступление и за разорение церквам крестьянскым „и государь царь православный послал на вас войну, и та кровь пролилася от вашего неисправления, и будет у вас есть хотение перед государем исправитца и вперед кровь унятии, и вы бы прислали бити челом государю“, а царь и царевичи, и бояре станут государю об них печаловатца».
В Степенной же книге Царского родословия мы ещё читаем обещание царских воевод ливонцам, что «аще не исправитеся пред государем, горша сего узрите над вами». Естественно, что в данной ситуации, когда татары огненным смерчем прошли по всей Ливонии и нанесли её землям такое разорение, когда были сожжены посады городов Алыста, Корслова, Бабина, Юрьева, Муки, Конгура, Лаюся, Ругодива, Аксилуса, а городок Костер был взят, магистр Ливонского ордена поспешил дать возможность послам проследовать к русскому царю для переговоров и передачи дани.
О какой дани шла речь? Дело в том, что посольств от ливонцев и перед войной и по ходу войны было много. Когда русское государство окрепло, и ливонцам противостояли теперь уже не одни только новгородская и псковская земли (остальная Русь, разоренная монголо-татарами не могла им ничем помочь), а объединённое сильное русское государство, покорившее уже к тому времени и Казань, и Астрахань, тон взаимоотношений русских с прибалтийскими захватчиками, конечно же, изменился. Когда в 1554 году истекало 50-летнее перемирие, заключенное в 1503 году московским великим князем Иваном III и магистром Ливонского ордена Вальтером Плеттенбергом, для его продления в Москву поспешило пребыть посольство от магистра ордена, рижского архиепископа и епископа Дерптского. От магистра Ливонского приехали «Иван Бокостр да Артем, да писарь Венедихт, да от бискупа Юрьевского Гармана послы Володимир с товарыщи, бить челом, чтобы их государь пожаловал, велел наместником своих вотчин Ноугородскым и Псковскым перемирие дать».
Но время было уже действительно не то. Царь послов не принял, а послал к ним с ответом своего окольничего Алексея Федоровича Адашева, да дьяка Ивана Михайлова. Адашев говорил немцам, что «…государь на маистра, и на бискупа, и на всю землю Ливонскую гнев свой положил» за то, что они обижают русских купцов, некоторые русские концы (то есть кварталы) в Юрьеве, Риге, Ревеле (Таллине) с находившимися в них православными церквями заняли, имущество у их жителей отобрали, а самое главное юрьевский (то есть, дерптский епископ) вот уже как 50 лет не платит со своей волости русскому царю дани, которая была установлена «по гривне по немецкой со всякого человека», кроме одних церковных людей.
Послы было выразили недоумение, говоря: «О какой дани идет речь?» Но Адашев напомнил им, что никакой немецкой земли в Прибалтике нет, а были только русские земли.
Действительно, ещё в 1198 году в устье Западной Двины приплыл католический монах Мейнгард, который попросил дозволения у полоцкого князя христианизировать местное население. Разделение тогда между православными и католиками было не столь велико, поэтому русский князь достаточно опрометчиво разрешил им проповедь на своих землях. Чем закончилось всё это — мы знаем. В устье Западной Двины католиками был спешно построен замок Икскюль (будущая Рига). Якобы для охраны миссионеров прибыли рыцари Тевтонского ордена, которые до этого были выдворены из Святой земли. Был образован Ливонский орден, и его рыцари выдворили русских из Прибалтики, хотя и были остановлены в своих аппетитах при продвижении на восток князьями Ярославом, Александром Невским и Довмонтом (Тимофеем).
Что же касается так называемой «юрьевской дани», то по результатам русско-литовских войн и войны с Ливонским орденом, когда в 1481 году войска Ивана III захватили Динабургский замок, магистр ордена Вальтер Плеттенберг подписал мирный договор, по которому и обязался платить эту дань с юрьевской области. Пока Русь была слаба, о дани пришлось забыть. Но теперь…
По ходу затем многочисленных переговоров к декабрю 1557 года было определено, что, включая все прошлые долги, орден обязан был выплатить Москве пятьдесят тысяч ефимков или 18 тысяч русских рублей. В дальнейшем же предполагалось ежегодно выплачивать ещё «по тысячи золотых Угорьских». Но время шло. Никаких денег никто не вёз. И царь, как мы уже видели выше двинул свою рать на Ливонию.

## Достопримечательности

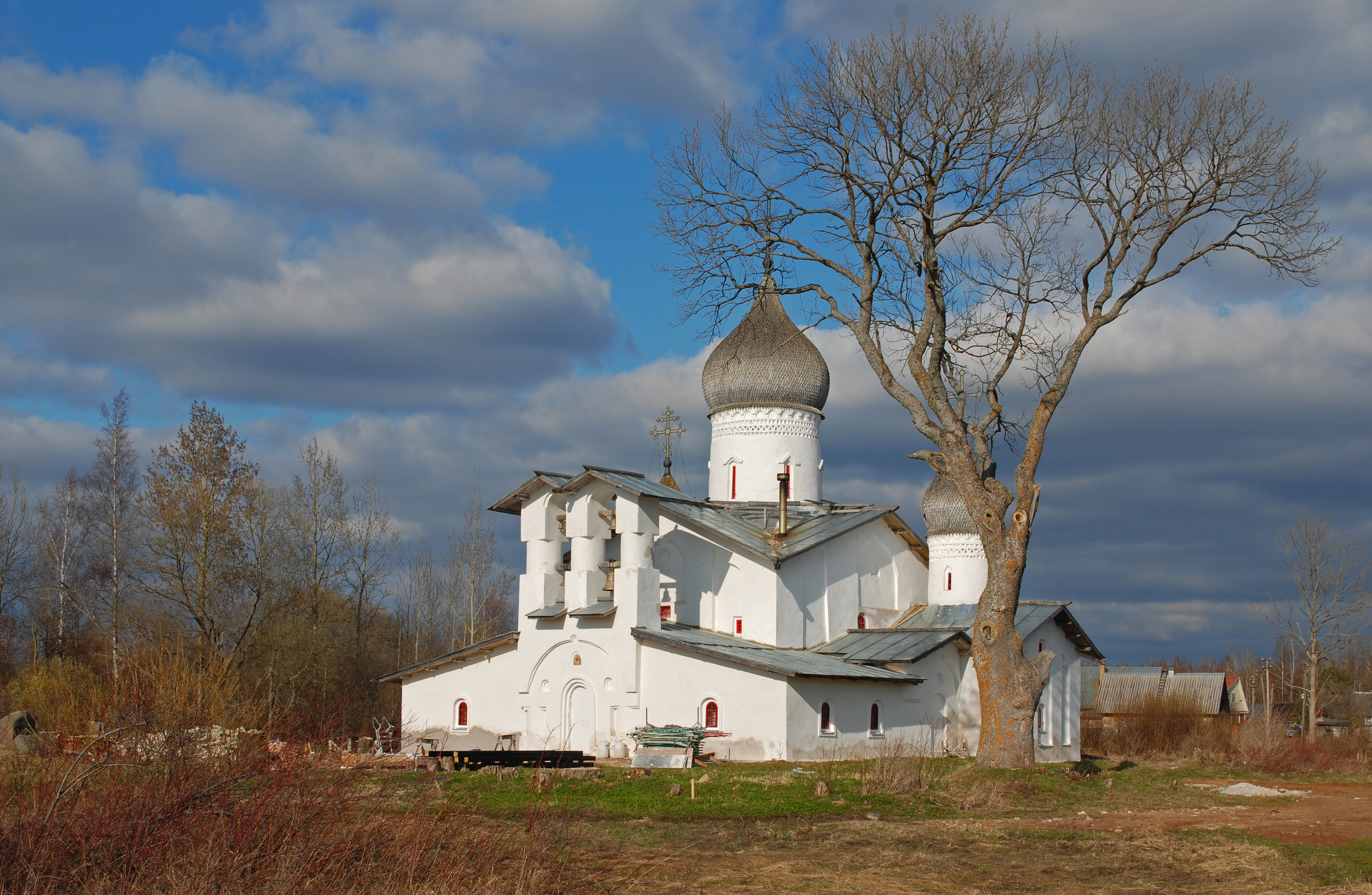

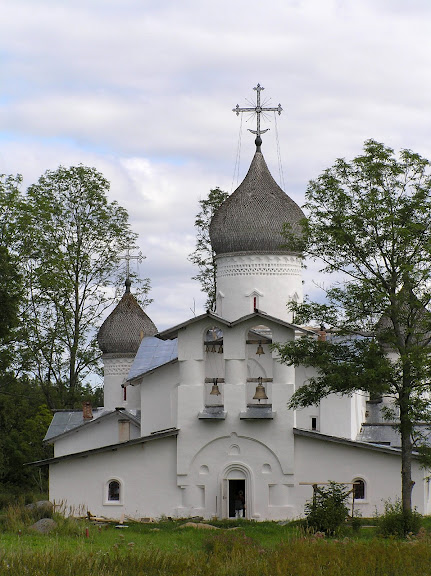

- Церковь Троицы Живоначальной (каменная; сооружена псковскими мастерами в 1558 году) с двумя приделами: северный — Свт. Николая Чудотворца, южный — Параскевы Пятницы; и двухпролётной звонницей. Действующая. Памятник истории и культуры федерального значения (Постановление Совета Министров РСФСР № 1327 от 30-го августа 1960 г.).

Строительный материал — плитняк возили для строительства на судах по Чудскому озеру более чем за 120 вёрст из-под Пскова. Шведским исследователем Турe Арне в книге «Det stora Svitjod» (1917) была опубликована надпись на колоколе, который был увезён войсками Якоба Делагарди в Швецию, и который долгое время находился в Бреннской кирхе под Стокгольмом. Надпись гласит, что «Года 7-5 (?) июля в день лит сей колокол живоначальной Троице и вознесению Пречистой Девы и святой мученицы Прасковьи по прозванию Пятница в Доможирке в правление царя и господина Великого князя Ивана Васильевича всея Руси повелением слуги Божия Ждана Андреевича Вешнякова. А делал мастер Логин Семенов сын». Псковский воевода Ждан Вешняков брал штурмом вместе со стрельцами и крещёными татарами в начале Ливонской войны крепость Сыренск (нынешняя Васк-Нарва), по случаю взятия которой, а также и по случаю взятия русскими войсками Нарвы в начале Ливонской войны, государь и повелел построить Доможирскую Троицкую церковь. Судя по записям русских летописей, царь оставил Ждана Вешнякова и его боевого товарища Павла Заболоцкого «устроять» в Ливонии церкви и крепости, что он в дальнейшем и делал. Указ о строительстве храма после победы вёз с жалованьем к войскам родной дядя Митрополита Филиппа (Колычева), замученного впоследствии Малютой Скуратовым, стольник Григорий Семенович Колычев. Кстати сказать, личность стольника Григория Семеновича Колычева достаточно примечательна. Когда святитель Филипп впал в немилость у Иоанна Грозного, то его дядя был репрессирован, и в темнице уже дожидался казни. Но, по всей видимости ему позволили бежать. Остаток своей жизни он провел в крипте церкви в наследственном имении Колычевых с. Ворсино. Здесь в родовом склепе, под церковью, где были похоронены и родители митрополита Филиппа, он молился, никуда не выходя, до самой своей смерти. В округе, после смерти, его стали почитать за святого. Крестьяне брали песок с его могилы домой и получали исцеления от многих неизлечимых болезней. Могила стольника Григория, как и могилы родителей митрополита Филиппа были утрачены в 1835 году при строительстве нового храма.
В 1581 году, по сведениям К. Трофимова, храм был разорен ливонцами, при этом «от прежнего придела Св. Николая осталась только алтарная апсида, обращенная в более позднее время в ризницу». Сообщение одной из писцовых книг, опубликованное К. Трофимовым и относящееся к 1627 году, говорит нам: «село Доможирка у Чюцкого озера а в селе церковь каменная во имя Святые Великомученицы Парасковеи от войны немецких людей стоит беспения не освящена».
Храм многократно восстанавливался, перестраивался. Так, в 1822 году к его западной стене была пристроена колокольня. Она представляла собой трехъярусное, квадратное в плане, увенчанное шпилем сооружение. Из описания храма, сделанного крестьянином Ефимом Андреевым, известно, что храм в XIX веке имел пятиярусный иконостас, а его иконы возобновлялись в 1824 году. От оставленной в Никольском приделе свечи церковь горела в 1900 году. Погиб весь архив и иконостасы. Местными крестьянами своды Троицкого придела тогда же были разобраны. Не тронутой огнём, по сообщению прихожан храма, осталась только алтарная часть в приделе Св. Параскевы, но и она требовала незначительного ремонта, который был сделан «к празднику Рождества Христова». Уже в апреле 1901 года прихожане храма обращаются к Обер-Прокурору Святейшего Синода К. П. Победоносцеву с просьбой оказать малочисленному и бедному Доможирскому приходу «денежное вспомоществование из сумм Святейшего Синода на ремонт Доможирской Троицкой церкви». В том же 1901 году гражданский инженер П. Трифонов составил «Проект перестройки церкви во имя Св. Троицы в селении Доможирка» и смету на 18 тысяч 331 рубль 99 копеек. Восьмого мая 1901 года на заседании Строительного отделения С.-Петербургского Губернского Правления проект П. Трифонова был утвержден. Он предусматривал не только ремонт храма, но и расширение его южного придела. Последнее подразумевало разборку древней стены южной части паперти и сооружение новой кирпичной стены, которая должна была продолжить южную стену Параскевинского придела и доходить почти до западной стены колокольни, что впоследствии и было осуществлено. С.-Петербургская Духовная Консистория, понимая ценность храма в Доможирке, обращается в Императорскую Археологическую Комиссию с прошением (от 12 ноября 1902 г.) «командировать уполномоченное лицо для осмотра означенной церкви и указания способа, коим она должна быть ремонтирована снаружи и внутри». Побывавший на месте пожара по поручению Императорской археологической комиссии в ноябре 1902 года Пётр Петрович Покрышкин писал, что: «В декабре 1900 года пожаром (были) уничтожены все деревянные части церкви: крыши, весь внутренний церковный наряд и архив, так что ничего не удалось спасти. Пожар начался от забытой восковой свечи; загорелась сперва ризница (в древности северный Никольский придел), потом иконостас средней церкви, и когда огонь заметили, было уже поздно». Будущим священником Петром Петровичем Покрышкиным были сделаны тогда же и первые фотографии храма. О ходе и сроках ремонтно-восстановительных строительных работ, произведенных по проекту П. Трифонова, документов не обнаружено. Но, как сообщает П. П. Покрышкин, посетивший Доможирку летом 1906 года, к его приезду все строительные работы были закончены. Оценивая сделанное с позиции реставрационной науки, П. П. Покрышкин с сожалением и горечью писал: «Ныне доморощенные архитекторы „реставрировали“ Доможирскую церковь следующим образом. Вместо каменного с горшками купола поставили деревянный и всё снаружи оштукатурили, так что на малых купольных барабанах все украшения замазаны. Главы сделаны по поздним гдовским образцам». После 1917 года, как и большинство церквей, Троицкий храм, видимо, был закрыт. Когда именно церковь в Доможирке перестала действовать — неизвестно. По местному преданию последний священник храма протоиерей Всеволод Всеволодович Николаевский был предупреждён о намечающемся его аресте чекистами и на лодке ушёл по воде Чудского озера в Эстонию. Впоследствии его дети вернулись в Доможирку. Как сложилась судьба самого священника мы не знаем. В 1955 году Доможирку посетила техник-архитектор В. А. Лебедева. Она обнаружила, что на Никольском приделе отсутствует кровля, а на его сводах растут деревья. В своде южного придела имелась трещина. Кладка стен всех объёмов ещё находилась в «хорошей» сохранности и угрожающих трещин в ней не было. По её ходатайству Советское государство выделило на реставрацию храма 965 тысяч рублей!
Реставрация была проведена по проекту архитектора Михаила Ивановича Семёнова. Реставрационные чертежи для восстановления храма выполнила архитектор Вера Алексеевна Лебедева. Сама реставрация проходила в период с 1965 по 1972 год. Храм был воссоздан в первоначальном облике 16-го века именно таким, как умозрительно увидел его академик Петр Петрович Покрышкин, посетивший храм после пожара в 1902 году. После окончания реставрации здание церкви вновь оказалось бесхозным практически 27 лет!
12 ноября 1998 года общине Собора Державной иконы Божией матери в Гдове, по ходатайству его настоятеля протоиерея Михаила Женочина, было выдано свидетельство № 189 «О праве бессрочного (постоянного) пользования землей» по адресу д. Доможирка Добручинской волости. Площадь земли этого участка составляла 0,45 га. (63 м −72 м-63 м-72 м).
14 декабря 1999 года Троицкая церковь в Доможирке — памятник истории и культуры федерального (общероссийского) значения, передана Псковской епархии Русской Православной Церкви.16 декабря 1999 года зарегистрирован (свидетельство № 207) приход Доможирского храма.
12 сентября 1999 года начались ремонтно-восстановительные работы. Прежде всего были установлены окна и двери. Позднее сделана новая металлическая кровля и оштукатурен интерьер храма. В 2003 году вокруг храма залита цементная отмостка и фасады покрыты известковой штукатуркой.
Первая служба состоялась в отремонтированном северном приделе Св. Николая 10 ноября 1999 года. Недавно закончились работы в южном приделе Св. Параскевы. В мае 2008 года храму были подарены шесть колоколов, отлитых на Воронежском литейном заводе. Вес этих колоколов составляет: 290, 100, 60, 29, 18 и 10 кг. Сегодня ведутся работы в Троицком приделе. В августе-сентябре 2010 года проведены раскопки с обретением основания престола. Оштукатурены стены, проведена гидроизоляция полов. Установлено отопление. В 2011 году закончена мелиорация прилегающих к церкви территорий. Начиная с мая по сентябрь 2012 года в центральном Троицком приделе смонтирована рама иконостаса, лестница на хоры. Огромные работы проделаны по воссозданию цельно-каменной ограды храма, которая строилась по старым фундаментам. По материалам архивов готовится иллюстрированное издание книги по истории храма, которое будет включать в себя биографии всех священно- и церковнослужителей, дореволюционные фотографии и чертежи, очерк истории Гдовского уезда, документы и фотографии советского периода реставрации, рассказ о тех людях, которые восстанавливали храм в последнее время.